# Gemeindereformen in Kärnten
Im Laufe der Geschichte wurden in Kärnten mehrere Gemeindereformen durchgeführt.

## Gemeindereform 1958
Bei der Gemeindereform im Jahr 1958 wurden einige Gemeinden aufgelöst.

### Aufgelöste Gemeinden
| Aufgelöste Gemeinde      | Neue Gemeinde                           | Bezirk                 |
| ------------------------ | --------------------------------------- | ---------------------- |
| Hardegg                  | Liebenfels                              | Sankt Veit an der Glan |
| Kötschach                | Kötschach-Mauthen                       | Hermagor               |
| Leifling                 | Neuhaus                                 | Völkermarkt            |
| Liemberg                 | Liebenfels                              | Sankt Veit an der Glan |
| Mauthen                  | Kötschach-Mauthen                       | Hermagor               |
| Möschach                 | Hermagor, heute Hermagor-Pressegger See | Hermagor               |
| Oberdörfl                | Ludmannsdorf                            | Klagenfurt-Land        |
| Pulst                    | Liebenfels                              | Sankt Veit an der Glan |
| Sankt Donat              | Sankt Veit an der Glan                  | Sankt Veit an der Glan |
| Sankt Peter im Lavanttal | Reichenfels                             | Wolfsberg              |

### Neue Gemeinden
- Liebenfels (Hardegg, Liemberg, Pulst), Kötschach-Mauthen

## Gemeindereform 1963/64
Bei der Gemeindereform im Jahr 1964 wurden zahlreiche Gemeinden aufgelöst.

### Aufgelöste Gemeinden
| Aufgelöste Gemeinde | Neue Gemeinde | Bezirk    |
| ------------------- | --- | --------- |
| Guggenberg          | Rattendorf, Mitschig und Hermagor, heute sämtlich Hermagor-Pressegger See                                                                | Hermagor  |
| Tröpolach           | Mitschig und Rattendorf, heute zu Hermagor-Pressegger See                                                                                | Hermagor  |
| Mooswald            | KG Gschriet zu Ferndorf, die KGen Mooswald und Tragenwinkel zu Fresach                                                                   |           |
| Lind ob Velden      | KG Emmersdorf zu Rosegg, die KGen Duel und Lind ob Velden zu Velden am Wörther See.                                                      |           |
| Forst               | KG Witra zu Sankt Michael im Lavanttal, KGen Forst und Leiwald zu Sankt Margarethen im Lavanttal, heute sämtlich Stadtgemeinde Wolfsberg | Wolfsberg |

## Gemeindestrukturreform 1973
Im Landesgesetzblatt 197 wurde das vom Kärntner Landtag beschlossene Gemeindestruktur-Verbesserungsgesetz veröffentlicht, das per 1. Jänner 1973 in Kraft trat. Dieses Gesetz verringerte die Zahl der Gemeinden von 242 auf 121. Aktuell (Stand März 2018) gibt es in Kärnten 132 Gemeinden.

### Zusammengelegte Gemeinden

#### Lesachtal
Die Gemeinden Liesing im Lesachtal, Maria Luggau, Birnbaum und Sankt Lorenzen wurden zur Gemeinde Lesachtal zusammengelegt.

#### Kötschach-Mauthen
Die Marktgemeinde Kötschach-Mauthen, die Gemeinden Sankt Jakob im Lesachtal und Würmlach wurden zur Marktgemeinde Kötschach-Mauthen vereinigt.

#### Kirchbach
Die Gemeinde Reisach sowie Teile der Gemeinde Rattendorf (Katastralgemeinde Waidegg) wurden in die Gemeinde Kirchbach eingemeindet.

#### Hermagor-Pressegger See
Die Gemeinden Görtschach, Egg, Mitschig und Rattendorf (ohne die Katastralgemeinde Waidegg) wurden mit der Stadtgemeinde Hermagor zusammengelegt.

#### Gitschtal
Aus den Gemeinden Weißbriach und Sankt Lorenzen im Gitschtal wurde die Gemeinde Gitschtal gebildet.

#### Sankt Stefan im Gailtal
Der Gemeinde Sankt Stefan im Gailtal wurde die Gemeinde Vorderberg angeschlossen. Ausgemeindungsbestrebungen von Vorderberg Anfang der 1990er Jahre scheiterten.

#### Reichenau
Die Gemeinde Reichenau erhielt Grundstücke der in der Gemeinde Bad Kleinkirchheim liegenden Ortschaft Zirkitzen-Rottenstein.

#### Steuerberg
Steuerberg erhielt kleinere Teile der Gemeinden Himmelberg und Weitensfeld.

#### Sankt Urban
Die Gemeinde Sankt Urban erhielt Teile der Gemeinden Liebenfels und Schaumboden.

#### Feldkirchen in Kärnten
Die Gemeinden Glanhofen, Klein St. Veit und Teile der Gemeinde Sankt Urban wurden mit der Stadtgemeinde Feldkirchen in Kärnten zusammengelegt.

#### Moosburg
Der Gemeinde Moosburg wurden die Gemeinde Tigring und Teile der Gemeinde Wölfnitz angeschlossen.

#### Feistritz im Rosental
Der Gemeinde Feistritz im Rosental wurde mit der Gemeinde Weizelsdorf zur Gemeinde Feistritz im Rosental vereinigt.

#### Ferlach
Der Stadtgemeinde Ferlach wurden die Gemeinde Windisch Bleiberg und Teile der Gemeinde Weizelsdorf angeschlossen.

#### Ebenthal
Teile der Gemeinden Ebenthal und Mieger, sowie die Gemeinde Radsberg zur Gänze, wurden zur Gemeinde Ebenthal in Kärnten vereinigt.

#### Grafenstein
Teile der Gemeinden Grafenstein, Tainach, Sankt Kanzian am Klopeiner See, Poggersdorf und Mieger wurden zur Gemeinde Grafenstein vereinigt.

#### Magdalensberg
Die Gemeinde Magdalensberg wurde aus den Gemeinden Ottmanach und St. Thomas am Zeiselberg gebildet.

#### Maria Saal
Der Marktgemeinde Maria Saal wurden Teile der Gemeinden St. Peter am Bichl und Ottmanach angeschlossen.

#### Köttmannsdorf
Der Gemeinde Köttmannsdorf wurde ein Teil der Gemeinde Viktring angeschlossen.

#### Maria Rain
Der Gemeinde Maria Rain wurde ein Teil der Gemeinde Köttmannsdorf angeschlossen.

#### Poggersdorf
Der Gemeinde Poggersdorf wurde ein Teil der Gemeinde Hörtendorf angeschlossen.

#### Klagenfurt
Die Stadt Klagenfurt und die Gemeinden Viktring, Hörtendorf, Wölfnitz und St. Peter am Bichl, sowie Teile der Gemeinden Maria Wörth, Poggersdorf, Liebenfels und Ebenthal wurden zusammengelegt.

#### Weitensfeld-Flattnitz
Die Gemeinden Glödnitz, Deutsch-Griffen, die Marktgemeinde Weitensfeld und Teile der Gemeinden Pisweg und Metnitz wurden zur Großgemeinde Weitensfeld-Flattnitz zusammengelegt. Nach einer Volksbefragung im Jahr 1991 wurden die drei Gemeinden wieder selbstständig. 1994 kam es noch zu kleineren Gebietskorrekturen.

#### Metnitz
Die Marktgemeinde Grades wurde in die Marktgemeinde Metnitz eingemeindet.

#### Friesach
Die Stadtgemeinde Friesach, die Marktgemeinde St. Salvator, die Gemeinden Micheldorf und Zeltschach wurden zur Stadtgemeinde Friesach zusammengelegt. Seit 1991 ist die Gemeinde Micheldorf wieder selbstständig.

#### Guttaring
In die Gemeinde Guttaring wurde ein Teil der Gemeinde Wieting eingemeindet.

#### Hüttenberg
Die Marktgemeinde Hüttenberg, die Gemeinden Lölling, St. Johann am Pressen, St. Martin am Silberberg und ein Teil der Gemeinde Guttaring wurden zur Marktgemeinde Hüttenberg vereinigt.

#### Klein Sankt Paul
Der Marktgemeinde Klein Sankt Paul wurden die Gemeinde Wieting und Teile der Gemeinde Lölling angeschlossen.

#### Kappel am Krappfeld
Der Gemeinde Kappel am Krappfeld wurde ein Teil der Gemeinde Meiselding zugeteilt.

#### Gurk
In die Marktgemeinde Gurk wurde die Gemeinde Pisweg eingemeindet.

#### Mölbling
Der Gemeinde Mölbling wurden die Gemeinde Meiselding und Teile der Gemeinde Kappel am Krappfeld angeschlossen.

#### Sankt Veit an der Glan
Der Gemeinde Sankt Veit an der Glan wurde ein Teil der Gemeinde St. Peter am Bichl angeschlossen.

#### Frauenstein
Die Gemeinden Schaumboden, Obermühlbach und Kraig sowie Teile der Gemeinden Pisweg, Sankt Georgen am Längsee und Liebenfels wurden zur Gemeinde Frauenstein zusammengeschlossen.

#### Liebenfels
Der Gemeinde Liebenfels wurden die Gemeinde Sörg und Teile der Gemeinde Obermühlbach angeschlossen.

#### Sankt Georgen am Längsee
Der Gemeinde Sankt Georgen am Längsee wurde ein Teil der Gemeinde Meiselding angeschlossen.

#### Brückl
Der Gemeinde Brückl wurde ein Teil der Gemeinde Waisenberg angeschlossen.

#### Winklern
Die Gemeinden Winklern und Mörtschach wurden zusammengelegt, was 1991 allerdings wieder aufgehoben wurde.

#### Reißeck
Die Gemeinden Kolbnitz an der Tauernbahn, Mühldorf und Penk wurden zur Gemeinde Reißeck zusammengelegt. 1992 verselbständigte sich Mühldorf wieder.

#### Lurnfeld
Die Gemeinden Möllbrücke, Pusarnitz, die Marktgemeinde Sachsenburg und ein Teil der Gemeinde Lendorf wurden zur Marktgemeinde Lurnfeld vereinigt, aus der sich 1991 Sachsenburg wieder verselbständigte.

#### Kleblach-Lind
Der Gemeinde Kleblach-Lind wurde ein Teil der Marktgemeinde Sachsenburg angeschlossen.

#### Weißensee
Der Gemeinde Weißensee wurde ein Teil der Gemeinde Greifenburg angeschlossen.

#### Greifenburg
Der Marktgemeinde Greifenburg wurde ein Teil der Marktgemeinde Steinfeld angeschlossen.

#### Dellach im Drautal
Der Gemeinde Dellach im Drautal wurde ein Teil der Gemeinde Berg im Drautal angeschlossen.

#### Oberdrauburg
Der Marktgemeinde Oberdrauburg wurde die Gemeinde Zwickenberg angeschlossen.

#### Seeboden
Der Gemeinde Seeboden wurde die Gemeinde Lieserhofen angeschlossen.

#### Spittal an der Drau
Der Stadtgemeinde Spittal an der Drau wurden die Gemeinde Molzbichl sowie Teile der Gemeinden Ferndorf und Millstatt angeschlossen.

#### Millstatt
Der Marktgemeinde Millstatt wurde die Gemeinde Obermillstatt angeschlossen.

#### Radenthein
Der Stadtgemeinde Radenthein wurden die Gemeinde Kaning sowie Teile der Gemeinden Feld am See, Ferndorf, Millstatt und Obermillstatt angeschlossen.

#### Gmünd
Der Gemeinde Gmünd wurde aus der Gemeinde Eisentratten die Katastralgemeinde Kreuschlach angeschlossen.

#### Krems in Kärnten
Die Gemeinden Eisentratten, Kremsbrücke sowie der Bereich Karlbad der Gemeinde Reichenau wurden zur Gemeinde Krems in Kärnten vereinigt.

#### Villach
Die Gemeinden Fellach bei Villach, Landskron, Maria Gail sowie Teile der Gemeinden Kellerberg und Treffen wurden mit der Stadt Villach vereinigt.

#### Finkenstein
Der Gemeinde Finkenstein wurden aus der Gemeinde Ledenitzen die Katastralgemeinde Ferlach und Teile der Gemeinde Maria Saal angeschlossen.

#### Ferndorf
Der Gemeinde Ferndorf wurden Teile der Gemeinde Molzbichl, der Marktgemeinde Millstatt und der Stadtgemeinde Radenthein angeschlossen.

#### Stockenboi
Der Gemeinde Stockenboi wurde ein Teil der Gemeinde Weißensee angeschlossen.

#### Weißenstein
Die Gemeinde Kellerberg wurde in die Gemeinde Weißenstein eingegliedert.

#### Feld am See
Der Gemeinde Feld am See wurden die Gemeinde Afritz sowie ein Teil der Stadtgemeinde Radenthein angeschlossen. Afritz verselbständigte sich aber 1991 nach einer Volksabstimmung wieder.

#### Treffen
Der Gemeinde Treffen wurde die Gemeinde Einöde angeschlossen.

#### Nötsch im Gailtal
Der Gemeinde Nötsch im Gailtal wurde ein Teil der Gemeinde Feistritz an der Gail angeschlossen.

#### Hohenthurn
Der Gemeinde Hohenthurn wurden die Gemeinde Feistritz an der Gail sowie ein Teil der Gemeinde Nötsch im Gailtal angeschlossen.

#### Velden am Wörther See
Die Marktgemeinde Velden am Wörther See, die Gemeinden Augsdorf, Köstenberg sowie Teile der Gemeinden Wernberg und Techelsberg wurden zusammengeschlossen.

#### Wernberg
Der Gemeinde Wernberg wurden Teile der Marktgemeinden Velden und Rosegg angeschlossen.

#### Rosegg
Der Marktgemeinde Rosegg wurde aus der Gemeinde Ledenitzen die Katastralgemeinde Berg angeschlossen.

#### Bleiburg
Die Gemeinde Feistritz ob Bleiburg wurde in die Stadt Bleiburg eingemeindet, 1991 aber wieder selbständig und später zur Marktgemeinde.

#### Völkermarkt
Die Stadtgemeinde Völkermarkt, die Gemeinden Sankt Peter am Wallersberg, Waisenberg, Tainach und Haimburg sowie ein Teil der Gemeinde Diex wurden zur Stadtgemeinde Völkermarkt vereinigt.

#### Diex
Der Gemeinde Diex wurden Teile der Gemeinde Haimburg und der Marktgemeinde Griffen angeschlossen.

#### Griffen
Die Katastralgemeinden Wölfnitz und Pustritz sowie Teile der Gemeinden Diex, Ruden und Haimburg wurden der Marktgemeinde Griffen angeschlossen.

#### Gallizien
Der Gemeinde Gallizien wurden Teile der Gemeinden Grafenstein und Mieger angeschlossen.

#### Sittersdorf
Der Gemeinde Sittersdorf wurde ein Teil der Marktgemeinde Eisenkappel-Vellach angeschlossen.

#### Eberndorf
Der Marktgemeinde Eberndorf wurden Teile der Gemeinden Sankt Kanzian am Klopeiner See und Globasnitz angeschlossen.

#### Globasnitz
Der Gemeinde Globasnitz wurden Teile der Gemeinde Sittersdorf sowie der Marktgemeinden Eberndorf und Feistritz ob Bleiburg angeschlossen.

#### Bad St. Leonhard im Lavanttal
Die Stadtgemeinde Bad St. Leonhard im Lavanttal, die Gemeinden Schiefling im Lavanttal, Kliening und ein Teil der Gemeinde Gräbern-Prebl wurden zusammengeschlossen.

#### Wolfsberg
Der Stadtgemeinde Wolfsberg wurden die Marktgemeinden St. Stefan, Sankt Margarethen im Lavanttal, Frantschach-Sankt Gertraud, die Gemeinden Sankt Michael im Lavanttal, Waldenstein, Gräbern-Prebl und St. Marein einverleibt.
Im Jahre 1991 gab es in den ehemaligen Gemeinden Sankt Margarethen im Lavanttal, St. Stefan im Lavanttal und Frantschach-Sankt Gertraud Volksabstimmungen bezüglich einer Ausgemeindung, wobei nur in Frantschach-Sankt Gertraud die Bevölkerung hinter einer Ausgemeindung stand. Nach langen Streitigkeiten mit der Stadtgemeinde Wolfsberg wurde die Gemeinde im Jahr 1997 schließlich wieder selbständig.

#### St. Andrä
Die Stadtgemeinde St. Andrä, die Gemeinden Fischering, Eitweg, Schönweg, Maria Rojach sowie Teile der Gemeinden Pustritz, Granitztal, Sankt Paul im Lavanttal, St. Stefan im Lavanttal, St. Marein (Katastralgemeinde Pölling) und Sankt Georgen im Lavanttal wurden zur Großgemeinde St. Andrä vereinigt.

#### Sankt Paul im Lavanttal
Der Marktgemeinde Sankt Paul im Lavanttal wurden die Gemeinden Sankt Georgen im Lavanttal, Granitztal sowie Teile der Gemeinde Ettendorf angeschlossen. 1991 verselbständigte sich Sankt Georgen wieder.

#### Lavamünd
Der Marktgemeinde Lavamünd wurde die Gemeinde Ettendorf angeschlossen.